# Władimir Gogosow
Władimir Antonowicz Gogosow (ros. Владимир Антонович Гогосов, ur. w grudniu 1900 w Mcchecie, zm. 5 marca 1970 w Moskwie) – radziecki działacz państwowy.

## Życiorys
W latach 1918–1920 był żołnierzem Armii Czerwonej, następnie nauczycielem, do 1922 kierował wydziałem Timoszenskiego Komitetu Powiatowego Komsomołu w Obwodzie Kubańsko-Czarnomorskim, 1922-1924 ponownie służył w Armii Czerwonej. Później pracował kolejno jako pracownik kulturowy w sanatorium, nauczyciel w szkole, instruktor Komitetu Wykonawczego Sewastopolskiej Rady Rejonowej, 1928 został członkiem WKP(b). W latach 1927–1929 był wykładowcą w szkole, przewodniczącym związku pracowników oświaty i instruktorem rejonowego komitetu WKP(b), 1929-1932 studiował w Nowoczerkaskim Instytucie Lotniczym, po czym został inżynierem w Państwowym Instytucie Projektowania Fabryk Lotniczych w Moskwie. W latach 1933–1936 był starszym majstrem odlewni fabryki nr 26 im. Pawłowa, 1936–1939 dyrektorem Rybińskiego Instytutu Lotniczego, 1939–1940 zastępcą przewodniczącego, a od 1940 do lutego 1943 przewodniczącym Komitetu Wykonawczego Jarosławskiej Rady Obwodowej. Od 26 stycznia 1943 do 10 stycznia 1948 był przewodniczącym Komitetu Wykonawczego Kemerowskiej Rady Obwodowej, od listopada 1947 inspektorem KC WKP(b), potem zastępcą przewodniczącego Państwowej Komisji Etatowej i do 1955 pełnomocnikiem KC KPZR ds. organizacji sowchozów zbożowych w Kazachskiej SRR. W latach 195-1957 był przewodniczącym Państwowego Komitetu Planowania Rady Ministrów Kazachskiej SRR i zastępcą przewodniczącego Rady Ministrów Kazachskiej SRR, później wykładowcą instytutu i pracownikiem Instytutu Naukowo-Badawczego Państwowego Komitetu Planowania Rady Ministrów ZSRR. 31 marca 1945 został odznaczony Orderem Czerwonego Sztandaru Pracy, a 13 września 1945 Orderem Wojny Ojczyźnianej I klasy.